# Федоренко Наталія Миколаївна
Ната́лія Микола́ївна Федоре́нко (1913 , Веселинове, Ананьївський повіт, Херсонська губернія, Російська імперія  — невідомо ) — українська радянська діячка, педагог. Депутат Верховної Ради УРСР 1-го скликання.

## Біографія
Народилася 1913 року в бідній селянській родині в селі Васелиново, тепер смт Веселинове, Веселинівський район, Миколаївська область, Україна. Батько був командиром радянського партизанського загону, загинув у боях проти білогвардійських військ генерала Денікіна. У 1919 році померла мати.
З семирічного віку працювала нянькою в заможних селян. З 1921 року Наталія Федоренко разом із двома братами виховувалася у дитячих будинках міста Вознесенська і Первомайська на Миколаївщині. У 1930 році закінчила кущову профшколу.
З 1930 по 1931 рік навчалася в індустріальному технікумі міста Зінов'ївська (тепер — Кропивницький). У 1931 році перевелася до Первомайського педагогічного технікуму. Член ВЛКСМ з 1931 року.
У 1933 році закінчила Первомайський педагогічний технікум Одеської області.
У 1933–1938 роках — вчителька початкової школи села Захарівки Іванівської сільської ради Велико-Врадіївського району Одеської області.
26 червня 1938 року обрана депутатом Верховної Ради УРСР 1-го скликання по Любашівській виборчій окрузі № 105 Одеської області.
У 1938–1941 роках — директор Велико-Врадіївської неповної середньої школи № 2 села Велика Врадіївка Велико-Врадіївського району Одеської області.
Член ВКП(б) з 1940 року.
Під час німецько-радянської війни перебувала в евакуації в місті Ташкенті Узбецької РСР, де з 1941 по 1944 роки була директором Ташкентського дитячого будинку для евакуйованих дітей № 23.
У 1943 році без відриву від виробництва закінчила Ташкентський педагогічний інститут.
З 1944 року — директор Велико-Врадіївської школи № 2 села Велика Врадіївка Одеської (тепер — Миколаївської) області.

## Нагороди
- орден Леніна (4.05.1939)